# Vila (Vielha e Mijaran)
Vila és una entitat de població de Vielha e Mijaran i de l'entitat municipal descentralitzada d'Arròs e Vila, a la Vall d'Aran. És un conjunt que forma part de l'Inventari del Patrimoni Arquitectònic de Catalunya.

## Descripció
El poble de Vila, independent fins al segle xix, formava part de l'antic terme municipal d'Arròs e Vila. Està situat a 1096 m d'altitud, un km a llevant d'Arròs, als vessants de la muntanya de Mariagata i prop del barranc de sant Martí. El petit nucli, 58 habitants el 2019, és presidit per l'església parroquial de Sant Pere. Algunes cases han estat condicionades com a segona residència.